# HD 174481
HD 174481，又名BD+48 2770，SAO 47823、HR 7096，是一颗恒星，视星等为6.12，位于銀經78.2，銀緯20.55，其B1900.0坐标为赤經18h 45m 37.8s，赤緯+48° 20.55′ 10″。